# Gant-Wevelgem
La Gant-Wevelgem, oficialment Gent-Wevelgem in Flanders Fields és una cursa ciclista que té lloc a primers d'abril a Bèlgica. Malgrat que no és un dels monuments del ciclisme, és una de les clàssiques de primavera, i es disputa abans del Tour de Flandes i la París-Roubaix. Es va córrer per primer cop el 1934, i moltes vegades se la qualifica de clàssica per esprintadors a causa del seu terreny més aviat pla. Des del 2005 forma part de l'UCI World Tour.
Nogensmenys, les dificultats venen donades sovint pel vent i la pluja, a més d'una petita però dura pujada amb llambordes, el Kemmelberg, on el pilot se sol tallar.
El primer vencedor fou Gustave van Belle i sis ciclistes ostenten el rècord de victòries de la prova, amb tres edicions cadascun: els belgues Robert Van Eenaeme, Rik Van Looy, Eddy Merckx i Tom Boonen, l'italià Mario Cipollini i l'eslovac Peter Sagan.

## Història
La primera edició es va disputar el 9 de setembre de 1934 sobre un recorregut de 120 quilòmetres, totalment plans. El seu origen era retre homenatge a Gaston Rebry, nascut a Wevelgem, que aquell any havia guanyat el Tour de Flandes i la París-Roubaix. La segona edició, el 1935, ja va travessar les Ardenes flamenques i passà pel Kwaremont, el Kluisberg i el Tiegemberg. Aquestes dues primeres edicions van estar reservades a ciclistes de la categoria "junior", equivalent a l'actual "elit". Entre 1936 i 1939 la cursa fou disputada per ciclistes de categoria "independent". Des de Gant la cursa es dirigia a Kortrijk, on es feien una sèrie de voltes a un circuit que passava pel Lauwberg.
El 1945, poc després de la fi de la Segona Guerra Mundial, es recuperà la cursa i passà a ser disputada per professionals. El recorregut es modificà i s'amplià fins als 200 quilòmetres. El 1957 la Gant-Wevelgem es va unir al calendari de les "clàssiques de primavera" i constitueix, entre 1957 i 1959 el "Trofee van Vlaanderen" (Trofeu de Flandes) junt a l'Omloop Het Volk.
Des de 1989 i fins al 2004 la Gant-Wevelgem es disputa entre setmana, separant el Tour de Flandes i la París-Roubaix. Amb la creació de l'UCI ProTour el 2005, que el 2011 es convertiria en UCI World Tour, la cursa passa a disputar-se el cap de setmana abans del Tour de Flandes.
A partir del 2012 es disputa una prova femenina el mateix dia que la cursa masculina.
| Any                                                        | Vencedor                | Segon                       | Tercer                   |
| ---------------------------------------------------------- | ----------------------- | --------------------------- | ------------------------ |
| 1934                                                       | Gustave Van Belle       | Maurice Vandenberghe        | Jérôme Dufromont         |
| 1935                                                       | Albert Depreitere       | Jérôme Dufromont            | Karel Catrysse           |
| 1936                                                       | Robert Van Eenaeme      | Joseph Somers               | Gaston Denys             |
| 1937                                                       | Robert Van Eenaeme      | Albert Ritserveldt          | André Hallaert           |
| 1938                                                       | Hubert Godaert          | Edmond Delathouwer          | Gustave Van Cauwenberghe |
| 1939                                                       | André Declerck          | Frans Van Hellemont         | Albert Van Laecke        |
| 1940-1944 No disputada a causa de la Segona Guerra Mundial |                         |                             |                          |
| 1945                                                       | Robert Van Eenaeme      | Maurice Van Herzele         | André Declerck           |
| 1946                                                       | Ernest Sterckx          | Maurice Desimpelaere        | Michel Remue             |
| 1947                                                       | Maurice Desimpelaere    | René Beyens                 | Lucien Vlaemynck         |
| 1948                                                       | Valère Ollivier         | Albert Ramon                | Hilaire Couvreur         |
| 1949                                                       | Marcel Kint             | André Declerck              | Albert Decin             |
| 1950                                                       | Albéric Schotte         | Albert Decin                | André Declerck           |
| 1951                                                       | André Rosseel           | Raphaël Jonckheere          | Lionel Van Brabant       |
| 1952                                                       | Raymond Impanis         | Maurice Blomme              | Alois De Hertog          |
| 1953                                                       | Raymond Impanis         | Wim van Est                 | Germain Derycke          |
| 1954                                                       | Rolf Graf               | Ferdi Kübler                | Ernest Sterckx           |
| 1955                                                       | Albéric Schotte         | Désiré Keteleer             | Raymond Impanis          |
| 1956                                                       | Rik Van Looy            | Richard Van Genechten       | Désiré Keteleer          |
| 1957                                                       | Rik Van Looy            | André Noyelle               | Lucien Mathys            |
| 1958                                                       | Noël Foré               | Rik Van Looy                | Alfred De Bruyne         |
| 1959                                                       | Léon Van Daele          | Jos Hoevenaers              | Jacques Anquetil         |
| 1960                                                       | Frans Aerenhouts        | Frans De Mulder             | Joseph Planckaert        |
| 1961                                                       | Frans Aerenhouts        | Raymond Impanis             | Yvo Molenaers            |
| 1962                                                       | Rik Van Looy            | Frans Schoubben             | Armand Desmet            |
| 1963                                                       | Benoni Beheyt           | Tom Simpson                 | Michel Van Aerde         |
| 1964                                                       | Jacques Anquetil        | Yvo Molenaers               | Rik Van Looy             |
| 1965                                                       | Noël De Pauw            | Bernard Van De Kerckhove    | Gustaaf De Smet          |
| 1966                                                       | Herman Van Springel     | Noël Van Clooster           | Palle Lykke              |
| 1967                                                       | Eddy Merckx             | Jan Janssen                 | Edward Sels              |
| 1968                                                       | Walter Godefroot        | Willy Van Neste             | Felice Gimondi           |
| 1969                                                       | Willy Vekemans          | Roger De Vlaeminck          | Eric De Vlaeminck        |
| 1970                                                       | Eddy Merckx             | Willy Vekemans              | Walter Godefroot         |
| 1971                                                       | Georges Pintens         | Roger De Vlaeminck          | Gerben Karstens          |
| 1972                                                       | Roger Swerts            | Felice Gimondi              | Eddy Merckx              |
| 1973                                                       | Eddy Merckx             | Frans Verbeeck              | Walter Planckaert        |
| 1974                                                       | Barry Hoban             | Eddy Merckx                 | Roger De Vlaeminck       |
| 1975                                                       | Freddy Maertens         | Frans Verbeeck              | Rik Van Linden           |
| 1976                                                       | Freddy Maertens         | Rik Van Linden              | Frans Verbeeck           |
| 1977                                                       | Bernard Hinault         | Vittorio Algeri             | Piet van Katwijk         |
| 1978                                                       | Ferdinand Van Den Haute | Walter Planckaert           | Francesco Moser          |
| 1979                                                       | Francesco Moser         | Roger De Vlaeminck          | Jan Raas                 |
| 1980                                                       | Henk Lubberding         | Alfons De Wolf              | Piet van Katwijk         |
| 1981                                                       | Jan Raas                | Roger De Vlaeminck          | Alfons De Wolf           |
| 1982                                                       | Frank Hoste             | Eddy Vanhaerens             | Alfons De Wolf           |
| 1983                                                       | Leo van Vliet           | Jan Raas                    | Frank Hoste              |
| 1984                                                       | Guido Bontempi          | Eric Vanderaerden           | Pierino Gavazzi          |
| 1985                                                       | Eric Vanderaerden       | Phil Anderson               | Rudy Dhaenens            |
| 1986                                                       | Guido Bontempi          | Twan Poels                  | Jean-Marie Wampers       |
| 1987                                                       | Teun van Vliet          | Etienne De Wilde            | Herman Frison            |
| 1988                                                       | Sean Kelly              | Gianni Bugno                | Ron Kiefel               |
| 1989                                                       | Gerrit Solleveld        | Sean Yates                  | Rolf Sørensen            |
| 1990                                                       | Herman Frison           | Johan Museeuw               | Franco Ballerini         |
| 1991                                                       | Djamolidín Abdujapàrov  | Mario Cipollini             | Olaf Ludwig              |
| 1992                                                       | Mario Cipollini         | Johan Capiot                | Adriano Baffi            |
| 1993                                                       | Mario Cipollini         | Eric Vanderaerden           | Djamolidín Abdujapàrov   |
| 1994                                                       | Wilfried Peeters        | Franco Ballerini            | Johan Museeuw            |
| 1995                                                       | Lars Michaelsen         | Maurizio Fondriest          | Luc Roosen               |
| 1996                                                       | Tom Steels              | Giovanni Lombardi           | Fabio Baldato            |
| 1997                                                       | Philippe Gaumont        | Andrei Txmil                | Johan Capiot             |
| 1998                                                       | Frank Vandenbroucke     | Lars Michaelsen             | Nico Mattan              |
| 1999                                                       | Tom Steels              | Zbigniew Spruch             | Tristan Hoffman          |
| 2000                                                       | Geert Van Bondt         | Peter Van Petegem           | Johan Museeuw            |
| 2001                                                       | George Hincapie         | Léon van Bon                | Steffen Wesemann         |
| 2002                                                       | Mario Cipollini         | Fred Rodriguez              | George Hincapie          |
| 2003                                                       | Andreas Klier           | Henk Vogels                 | Tom Boonen               |
| 2004                                                       | Tom Boonen              | Magnus Bäckstedt            | Jaan Kirsipuu            |
| 2005                                                       | Nico Mattan             | Joan Antoni Flecha Giannoni | Daniele Bennati          |
| 2006                                                       | Thor Hushovd            | David Kopp                  | Alessandro Petacchi      |
| 2007                                                       | Marcus Burghardt        | Roger Hammond               | Óscar Freire Gómez       |
| 2008                                                       | Óscar Freire Gómez      | Aurélien Clerc              | Wouter Weylandt          |
| 2009                                                       | Edvald Boasson Hagen    | Aliaksandr Kutxinski        | Matthew Harley Goss      |
| 2010                                                       | Bernhard Eisel          | Sep Vanmarcke               | Philippe Gilbert         |
| 2011                                                       | Tom Boonen              | Daniele Bennati             | Tyler Farrar             |
| 2012                                                       | Tom Boonen              | Peter Sagan                 | Matti Breschel           |
| 2013                                                       | Peter Sagan             | Borut Božič                 | Greg Van Avermaet        |
| 2014                                                       | John Degenkolb          | Arnaud Démare               | Peter Sagan              |
| 2015                                                       | Luca Paolini            | Niki Terpstra               | Geraint Thomas           |
| 2016                                                       | Peter Sagan             | Sep Vanmarcke               | Viatxeslav Kuznetsov     |
| 2017                                                       | Greg Van Avermaet       | Jens Keukeleire             | Peter Sagan              |
| 2018                                                       | Peter Sagan             | Elia Viviani                | Arnaud Démare            |
| 2019                                                       | Alexander Kristoff      | John Degenkolb              | Oliver Naesen            |
| 2020                                                       | Mads Pedersen           | Florian Sénéchal            | Matteo Trentin           |
| 2021                                                       | Wout van Aert           | Giacomo Nizzolo             | Matteo Trentin           |
| 2022                                                       | Biniam Girmay           | Christophe Laporte          | Dries Van Gestel         |
| 2023                                                       | Christophe Laporte      | Wout van Aert               | Sep Vanmarcke            |
| 2024                                                       | Mads Pedersen           | Mathieu van der Poel        | Jordi Meeus              |
| 2025                                                       | Mads Pedersen           | Tim Merlier                 | Jonathan Milan           |

## Múltiples vencedors
Actualitzat a la fi de l'edició de 2024.
| Nombre de victoires | Coureur            | Nationalité | Années           |
| ------------------- | ------------------ | ----------- | ---------------- |
| 3                   | Robert Van Eenaeme | Bèlgica     | 1936, 1937, 1945 |
| 3                   | Rik Van Looy       | Bèlgica     | 1956, 1957, 1962 |
| 3                   | Eddy Merckx        | Bèlgica     | 1967, 1970, 1973 |
| 3                   | Mario Cipollini    | Itàlia      | 1992, 1993, 2002 |
| 3                   | Tom Boonen         | Bèlgica     | 2004, 2011, 2012 |
| 3                   | Peter Sagan        | Eslovàquia  | 2013, 2016, 2018 |
| 3                   | Mads Pedersen      | Dinamarca   | 2020, 2024, 2025 |
| 2                   | Raymond Impanis    | Bèlgica     | 1952, 1953       |
| 2                   | Briek Schotte      | Bèlgica     | 1950, 1955       |
| 2                   | Frans Aerenhouts   | Bèlgica     | 1960, 1961       |
| 2                   | Freddy Maertens    | Bèlgica     | 1975, 1976       |
| 2                   | Guido Bontempi     | Itàlia      | 1984, 1986       |
| 2                   | Tom Steels         | Bèlgica     | 1996, 1999       |

## Palmarès per país
| #  | País           | Victòries | Última victòria                 |
| -- | -------------- | --------- | ------------------------------- |
| 1. | Bèlgica        | 50        | Wout Van Aert (2021)            |
| 2. | Itàlia         | 7         | Luca Paolini (2015)             |
| 3. | Països Baixos  | 5         | Gerrit Solleveld (1989)         |
| 4. | França         | 4         | Christophe Laporte (2023)       |
| 4. | Dinamarca      | 4         | Mads Pedersen (2025)            |
| 6. | Alemanya       | 3         | John Degenkolb (2014)           |
| 6. | Eslovàquia     | 3         | Peter Sagan (2018)              |
| 6. | Noruega        | 3         | Alexander Kristoff (2019)       |
| 9. | Suïssa         | 1         | Rolf Graf (1954)                |
| 9. | Regne Unit     | 1         | Barry Hoban (1974)              |
| 9. | Irlanda        | 1         | Seán Kelly (1988)               |
| 9. | Unió Soviètica | 1         | Djamolidine Abdoujaparov (1991) |
| 9. | Estats Units   | 1         | George Hincapie (2001)          |
| 9. | Espanya        | 1         | Óscar Freire (2008)             |
| 9. | Àustria        | 1         | Bernhard Eisel (2010)           |
| 9. | Eritrea        | 1         | Biniam Girmay (2022)            |